# ياجو فيليبي دا كوستا روتشا
ياجو فيليبي دا كوستا روتشا (بالبرتغالية: Yago Felipe da Costa Rocha) (13 فبراير 1995 في البرازيل - ) هو لاعب كرة قدم برازيلي في مركز الوسط. لعب مع نادي فيغورينسي.

## وصلات خارجية
- ياجو فيليبي دا كوستا روتشا على موقع قاعدة بيانات كرة القدم.إي يو (الإنجليزية)
- ياجو فيليبي دا كوستا روتشا على موقع Soccerway.com (الإنجليزية)
- ياجو فيليبي دا كوستا روتشا على موقع عالم كرة القدم.نت (الإنجليزية)